# 徐正 (正統進士)
徐正（1417年—1457年），字惟中，直隸蘇州府吳江縣人，民籍。明朝政治人物。同進士出身。

## 生平
正統六年（1441年）辛酉科應天府鄉試第八十二名。正統七年（1442年）聯捷壬戌科會試第九十四名，殿試登進士第三甲第二十六名，官給事中。
《萬曆野獲編》记载，景泰六年（1455年）七月，徐正揣度聖意，請密見言事。代宗召見時，徐正建議將太上皇（即明英宗）被軟禁的南宮加高围墙，並將門鎖用鐵汁灌死，前皇储沂王（即后来的明宪宗）應搬遷到封地沂國，以絕人望。代宗不悅，將其謫為雲南臨安衛經歷。徐正戀妓不行，又被謫至鐵嶺衛（辽宁铁岭）。明英宗復辟，械至北京引见，甚悸，溺便皆青，人說他惊破胆，1457年5月25日（五月乙丑）将徐正淩遲於市三日，骨肉俱化為灰燼。

## 家族
曾祖父徐壽。祖父徐榮。父亲徐仲善，曾任桃源縣丞。